# Tablazo Norte
Tablazo Norte es una villa peruana ubicada en el distrito de La Unión, perteneciente a la provincia y departamento de Piura, al norte del Perú. 

## Ubicación
Tablazo Norte se ubica al suroeste de la provincia de Piura, en el distrito de La Unión, en el departamento de Piura.

## Demografía
En 2017 Tablazo Norte tenía una población de 4979 habitantes.
| Gráfica de evolución demográfica de Tablazo Norte entre 1993 y 2017 |
|                                                                     |
| Fuentes: Población 1993 y 2017                                      |